# 渡辺美里のオールナイトニッポン
渡辺美里のオールナイトニッポン（わたなべみさとのオールナイトニッポン）はニッポン放送の人気深夜放送オールナイトニッポンのスペシャルで、数年に一度放送されている。毎年恒例だった渡辺美里の西武スタジアムライブの10周年記念の際のV10（1995年）と最終年・20周年記念のV20（2005年）を記念して2回放送された。パーソナリティは歌手の渡辺美里。
また、渡辺はデビューしたての1987年から1988年まで同ラジオ局のニッポン放送の番組で「渡辺美里 ごきげんデート」を担当していた他、1998年にはオールナイトニッポンDX金曜日、2010年に所ジョージの代打としてオールナイトニッポンGOLD木曜日、2015年にはオールナイトニッポンGOLD金曜日を担当しており、こちらの3回もオールナイトニッポンメインパーソナリティとしての出演のため本項で一括して記述する。なお現在ニッポン放送においての渡辺はお笑い芸人の小堺一機とともに、2007年からナイターオフ期限定で「小堺一機と渡辺美里のスーパーオフショット」を10年以上にわたり担当している。

## 放送日・時間
- 1995年5月26日 木曜1部 - 1:00-3:00(25日深夜)（通常はナインティナインのオールナイトニッポン）
- 1998年3月13日 金曜DX - 19:00-20:50
- 2005年7月12日 月曜1部 - 1:00-3:00(11日深夜)（通常は西川貴教のオールナイトニッポン）
- 2010年4月29日 木曜GOLD - 22:00-24:00（通常は所ジョージのオールナイトニッポンGOLD）
- 2015年11月27日 金曜GOLD - 22:00-24:00

## ゲスト
1995年
- 大江千里
- 上柳昌彦（ニッポン放送アナウンサー）
- キャイ〜ン
- アジャ・コング

2005年
- 友近
- 大江千里

## 番組の概要
- 1995年   #1

渡辺にとっては初となるオールナイトニッポンメインパーソナリティ担当で、ニッポン放送への出演は渡辺美里 ごきげんデート以来7年ぶり。
西武球場（現:西武ドーム）での毎年恒例のスタジアムライブ（当時）の10周年（V10）を記念してオールナイトニッポンのメインパーソナリティに初登場。
ゲストには大江千里、上柳昌彦アナウンサー、キャイ〜ン、アジャ・コングが出演。
上柳は西武球場のライブのWOWOWの中継のナビゲーターを務めるのに伴い、その中継の宣伝をしていた。
- 1998年   #2

3年ぶり、2回目となるオールナイトニッポン出演。
放送翌日に公開される映画・「F」の主題歌の素顔を渡辺が担当することになり、それを記念して3年ぶりのオールナイトニッポン出演。その映画・「F」より主演の熊川哲也から録音によるコメントもあった。
ファックス募集テーマは「私の周りの落第生」と「周りにおきたハプニング」の2つだった。
この回限定のコーナーがあった。コーナー名は「渡辺ミサコの13日の金曜日ニュース」。渡辺がニュースキャスターに扮し、ファックス募集テーマの2つのうちの一部をニュースとして紹介した。紹介後の最後には、「わたくし、キャスターの渡辺ミサコがお送りする各地の空模様です」として、放送翌日のネット局の各地の天気を渡辺が伝えた。
- 2005年   #3

7年ぶり、3回目となるオールナイトニッポン出演。
インボイス西武ドームでの毎年恒例だったコンサートもこの年が最後となり、V20の記念に7年ぶりのオールナイトニッポン出演。
「あなたと美里ソング」と題し、渡辺美里の曲にまつわるエピソード等などをメール（misato@allnightnippon.com）で募集した。
ゲストには友近と大江千里が出演。なお、友近のリクエスト曲は「Long Night」で、大江のリクエスト曲は、自らが初めて渡辺のために作詞・作曲した「悲しいボーイフレンド」であった。また、渡辺と大江が、「10 years」をデュエットで歌った。
渡辺曰く、この当時関東ローカルで直前の番組を担当していた、くりぃむしちゅーの上田晋也と2人で会いおにぎりを作ってあげた夢を見たというエピソードを語ったが、2017年現在でも実際には実現していない（共演したこともない）。
エンディングテーマは渡辺の楽曲「すき」だった。
- 2010年   #4

5年ぶり、4回目となるオールナイトニッポン出演。この回の担当ディレクターは角銅秀人。
角銅ディレクターが当時担当していたラジオ番組「ナインティナインのオールナイトニッポン」パーソナリティの1人、岡村隆史からリクエストファックスが奇跡的に読まれた。
岡村はかねてから美里の大ヒット曲「My Revolution」が大好きであり、実は岡村によれば、前回または前々回の美里のANNにもファックスを送っていたが、採用されなかったという。
- 2015年   #5

5年ぶり、5回目となるオールナイトニッポン出演。